# Leisurelands
Leisurelands is een Nederlandse recreatieonderneming die zich bezighoudt met het beheren en onderhouden van 19 recreatiegebieden in Gelderland en Noord-Limburg. Tot maart 2015 heette de organisatie RGV. Tot 2002 stond dit voor "Recreatiegemeenschap Veluwe", maar het werd de officiële naam toen deze organisatie fuseerde met het recreatieschap Nijmegen en Omstreken. Na overname van recreatiegebieden in de Achterhoek en Liemers veranderde het bedrijf de naam in Leisurelands.
De recreatiegebieden die de recreatieonderneming beheert zijn open en gratis toegankelijk voor publiek. Ze zijn geschikt voor dagrecreatie maar ook voor sport en evenementen. Grote festivals als Down the Rabbit Hole, Dreamfields, Emporium Festival en Ground Zero, vinden plaats op recreatiegebieden van Leisurelands. Op de recreatiegebieden vind je doorgaans water, strand, ligweides, bebossing, voorzieningen ter overige recreactie, soms ook kampeeropties en vakantieparken met bungalows. 

## Recreatiegebieden
Leisurelands is verantwoordelijk voor recreatie in en rond het oppervlaktewater in 19 gebieden: De Berendonck, Bussloo, De Groene Heuvels, Hambroekplas in Borculo, Heerderstrand, Hilgelo, IJsseldelta Marina Hattem, Kievitsveld, Mookerplas, Nevelhorst, Nijkerk aan Zee, Rhederlaag, Strand Horst, Strand Nulde, Stroombroek, Surfoever Hoge Bijssel, Wylerbergmeer, Zandenplas en Zeumeren.

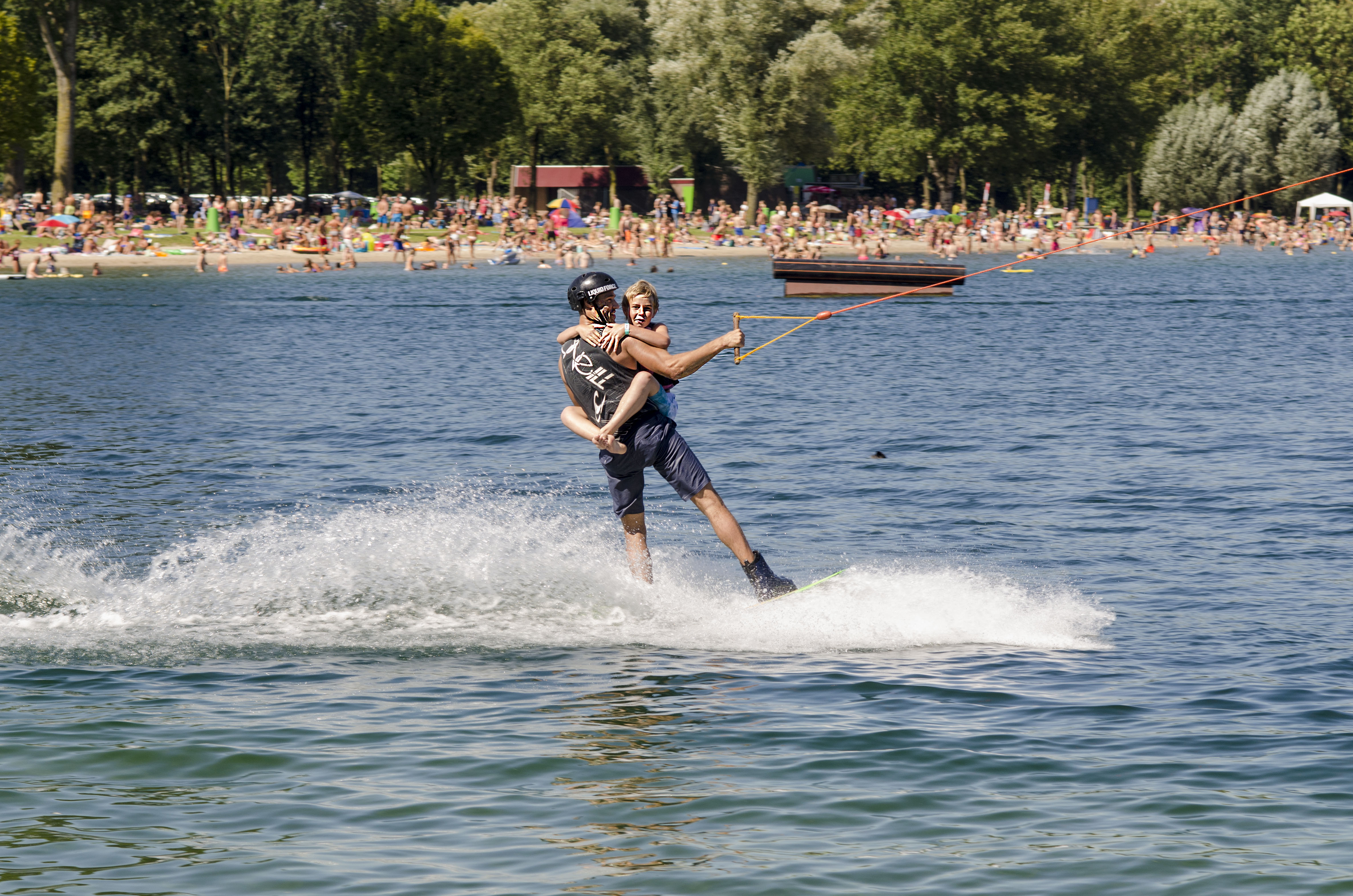
De Berendonck
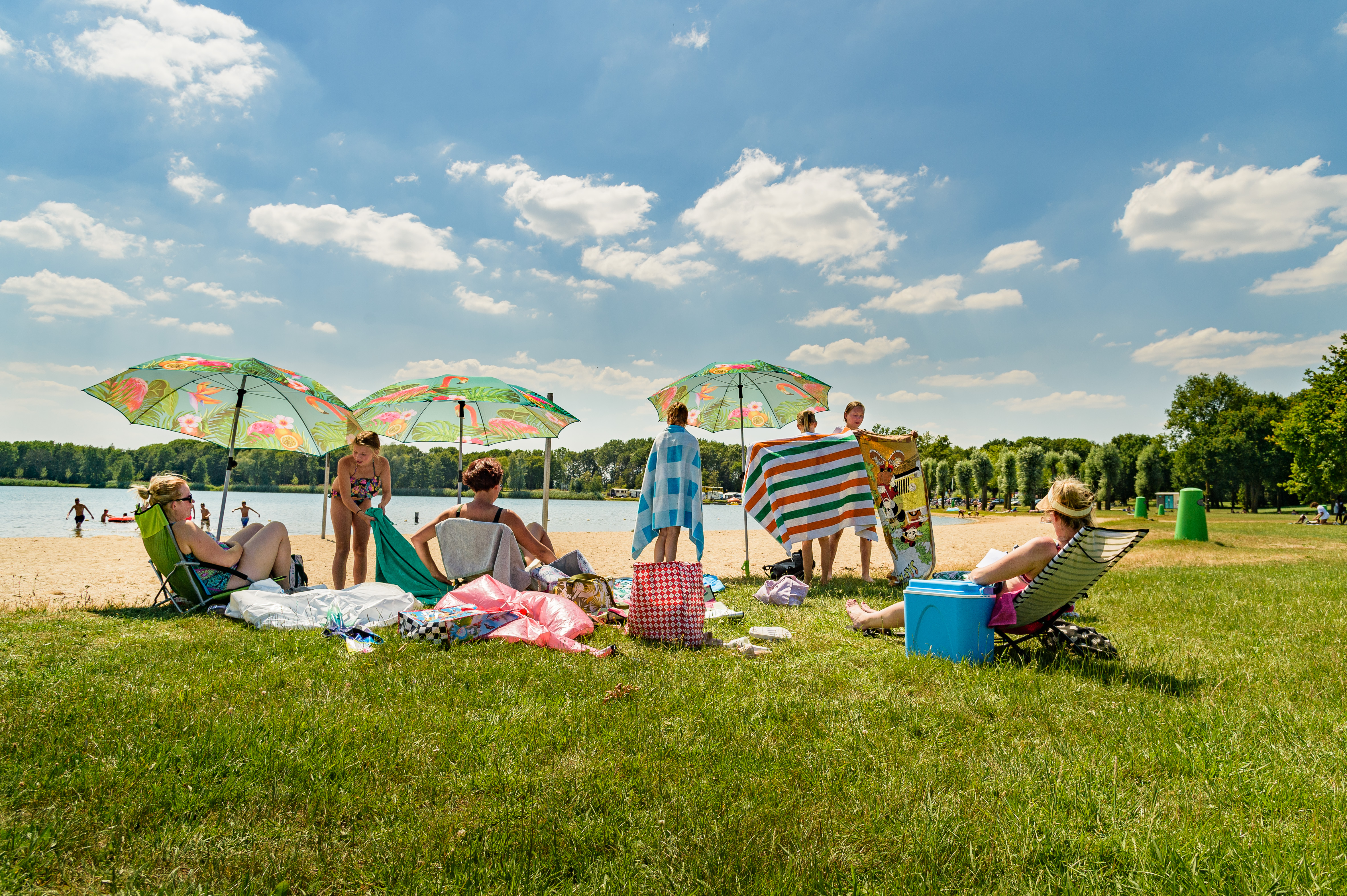
De Groene Heuvels
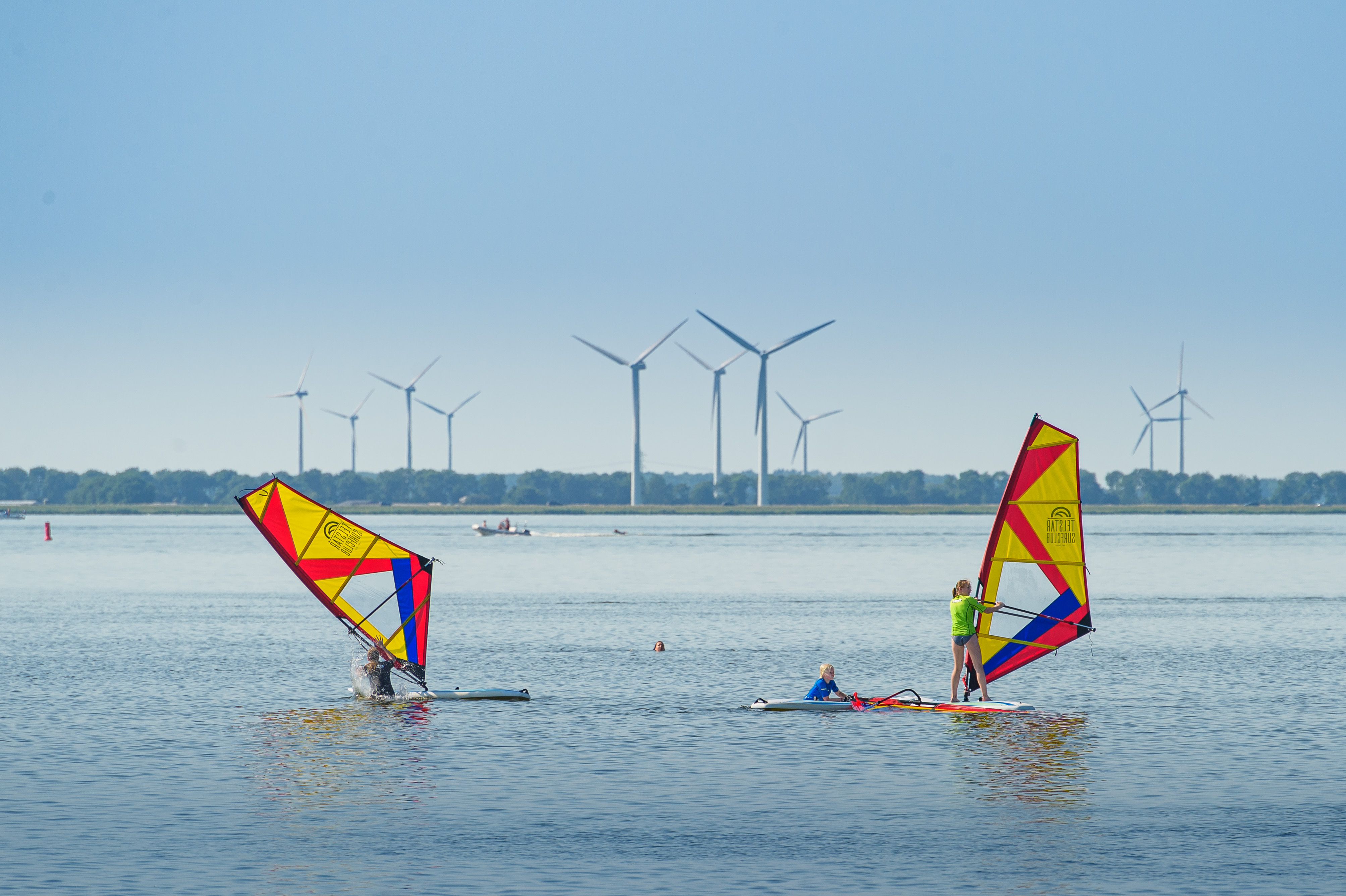
Strand Horst
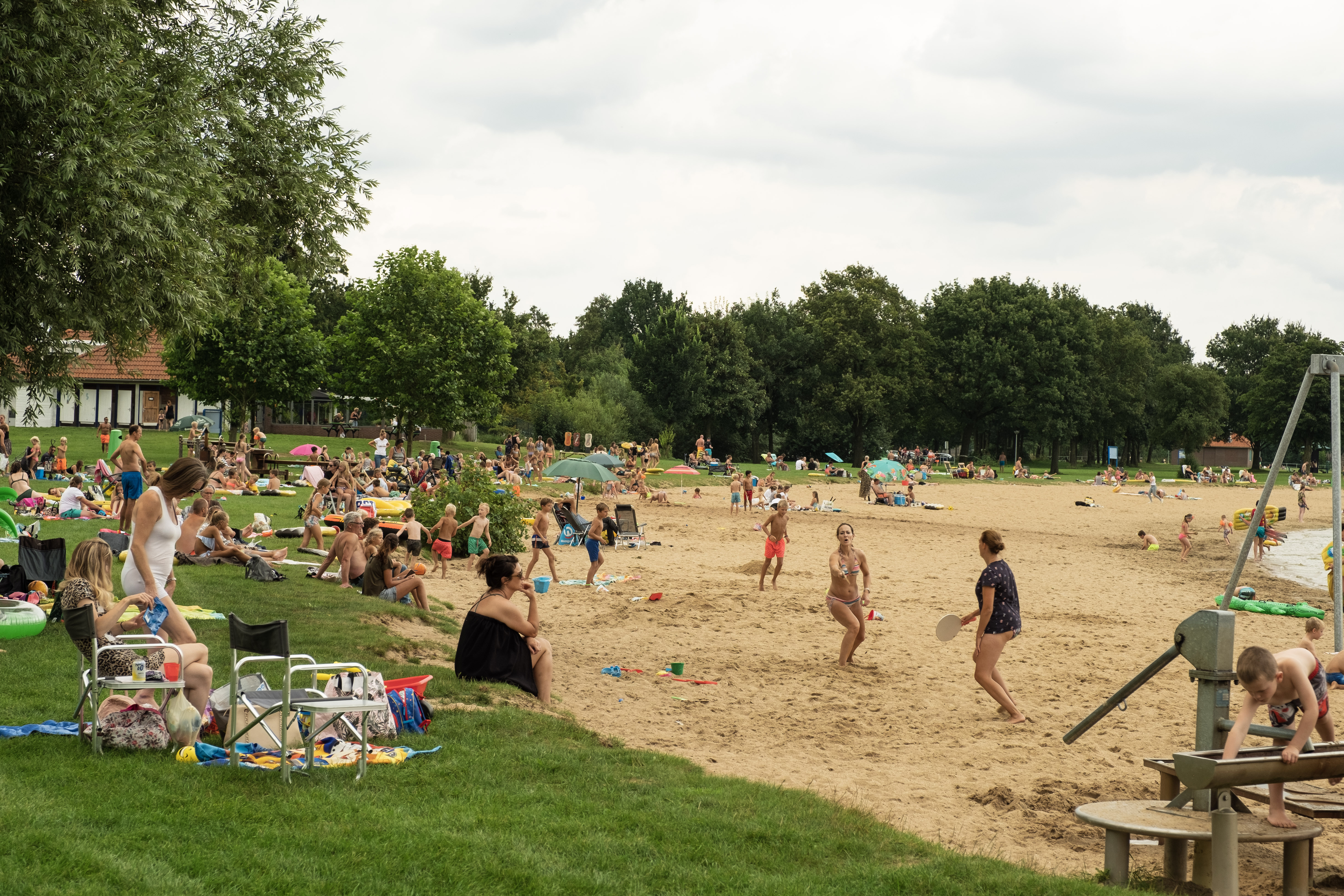
Zeumeren